# 1178
1178 (MCLXXVIII) var ett normalår som började en söndag i den julianska kalendern.

## Händelser

### Mars
- Mars – Jämtarna besegras av norrmännen i slaget på Storsjöns is, varmed Jämtland förlorar sin självständighet till Norge.

### Augusti
- 29 augusti – Motpåven Calixtus III avsätts.

### Okänt datum
- Påven Alexander III utfärdar ett skyddsbrev för biskop Kol av Linköping. Häri räknas upp sexton biskopsgods, bland annat Linköpings gods (troligen föregångaren till Linköpings slott).

## Födda
- Snorre Sturlasson (förmodligen detta år), isländsk skald.

## Avlidna
- Jacobus, italiensk jurist.
- Kristin Sigurdsdotter, norsk prinsessa.